# Международный стандартный сериальный номер
Международный стандартный сериальный номер (или ISSN от англ. International Standard Serial Number) — уникальный международный 8-значный номер, идентифицирующий периодическое печатное или цифровое издание.
ISSN позволяет идентифицировать издание независимо от языка или носителя.
Состоит из аббревиатуры «ISSN» и восьми цифр, разделённых дефисом на две группы по четыре цифры. Восьмая цифра — контрольное число, рассчитываемое по предыдущим семи и модулю 11, при этом для обозначения числа 10 используется римская цифра «X». Аббревиатура «ISSN» отделяется от последующих цифр пробелом.
Для транслитерирования кириллических букв в латинские используется международный стандарт ISO 9 1995 года.

## История
Стандарт ISO 3297, определяющий правила присвоения ISSN, был введён в 1975 году. На момент создания международной организации управление процессом присвоения ISSN осуществлялось из 75 национальных центров ISSN, их координацию осуществляет Международный центр ISSN (англ. ISSN International Centre; фр. Le Centre international de l’ISSN — CIEPS), расположенный в Париже, — при поддержке ЮНЕСКО и правительства Франции. Номера фиксируются средствами CIEPS в ISDS Register (от International Serials Data System), которая также известна, как ISSN Register (фр. Registre de l’ISSN).
Присоединение стран к ISSN было постепенным. Например, в СССР ISSN стандартизован[прояснить] в 1989 году, с 1 января 2003 года заменён на ГОСТ 7.56-2002, а российский национальный центр ISSN при книжной палате учреждён в конце 2015 года.

## Назначение
Международный стандартный сериальный номер является уникальным идентификатором периодических изданий и обязательным элементом их выходных сведений. На основе цифрового ISSN строятся штрихкоды изданий. ISSN широко используется во всём мире: он необходим библиотекам, подписным агентствам, исследователям и учёным, работающим в области информации, новостным агентствам и так далее. Он позволяет издателям, книготорговцам, библиотекарям, научным сотрудникам признанным во всём мире способом беспрепятственно осуществлять распространение периодики в соответствии со спросом, усовершенствовать поиск и заказ изданий, весь цикл создания и доведения периодического издания до потребителя.
На 2010-е годы система ISSN применяется более чем в 130 странах. Использование цифрового кода, нанесённого на издание, даёт возможность:
- отказаться от локальных кодов;
- сократить количество сопроводительной документации;
- упростить взаимодействие издательств с полиграфическими предприятиями, распространителями и библиотеками;
- вести поиск информации об изданиях в автоматизированных системах с помощью ISSN на национальных и международных уровнях; экономить средства, усилия и так далее.